# 生理心理学
生理心理学是试图以脑内的生理事件来解释心理现象的心理学分支，又称生物心理学、心理生物学或行为神经科学。与生理学、神经解剖学 、神经生理学、生物化学、心理药物学/行为药物学、神经病学、神经心理学、内分泌学以及行为遗传学等有密切的联系。
生理心理学探讨行为，感受和心理历程的生物化学基础。研究脑的各部分结构的功能，以及各感官，神经系统及腺体的功能和人类心智与行为的关系，并分析这些部分如何参与脑的整体工作。

## 历史
- 首先提出生理心理学这一学科名称的是实验心理学的创始人冯特。
- 法国的神经学家弗卢朗早在1824年即开始用切除部分脑区的方法来研究脑的各部分结构与心理能力的关系。